# Немыря Рязанович
Немыря Рязанович (Резанович) (? — после 1453) — государственный и военный деятель Великого княжества Литовского, староста луцкий.
Одно из первых упоминаний о нём встречается в 1415 году в грамоте князя Свидригайло данной костёлу Девы Марии в Жидачеве (ныне Львовская область), где он упомянут среди свидетелей предоставления фундуша.
В конце 1453 года, будучи луцким старостой вместе с Олизаром Шиловичем, по-видимому, стоял во главе волынских бояр, которые выступали против ВКЛ.
По сохранившимся документам, Свидригайло рекомендовал Немире Рязановичу оставить Луцк в составе ВКЛ после своей кончины. В соответствии с определёнными ритуалами, Немыря Рязанович вместе с другими панами волынскими дал присягу перед послами литовскими и после смерти Свидригайла (10 февраля 1452) передал Луцк ВКЛ. Затем, вместе с Маскем Гулевичем, Пешком и Федьком Козловскими, Немыря Рязанович сопровождал тело умершего князя в Вильну. В связи с этим, участвовал в дискуссиях с панами литовскими по поводу автономии Волыни в составе Великого княжества Литовского. Вскоре, однако, разочаровался в политике властей ВКЛ и, якобы вместе с Олизаром Шиловичем организовал заговор с целью присоединения Волыни к Короне Королевства Польского. Заговор был раскрыт в конце 1453 года, Немырю Рязановича вывезли и посадили в тюрьму в Вильно. Вероятно, он вышел из тюрьмы в ближайшее время, потому что Казимир IV не собирался наказывать его, и не конфисковал у него недвижимого имущества. Немыря Рязанович умер вскоре после 31 декабря 1453 года.
Женат на Анне, в браке с которой имел сыновей: Якова, Яцка и Ефстафия; получил от князя Свидригайло-Болеслава в том числе и село Бубнов (теперь Владимирский район).
Его сын Яков был женат на княжне Марии Степанской, вероятно, дочери князя Михаила Степанского; вдова после его смерти вышла за князя Семёна Васильевича Несвижского-Збаражского. В своём предсмертном завещании 1455 года Яков-Война Немырич почти всё имущество отписал Марии[уточнить], которая была женой князя Михаила Васильевича Чарторыйского, якобы из литовского правящего рода Гедиминовичей.